# Dorothea Prietzel-Funk
Dorothea Prietzel-Funk (geboren 18. September 1956) ist eine deutsche Juristin. Sie war ab 2005 Richterin am Bundespatentgericht in München.

## Beruflicher Werdegang
Dorothea Prietzel-Funk war ab dem 1. April 1988 Richterin am Landgericht Berlin. Am 30. März 2005 wurde sie zur Richterin an das Bundespatentgericht berufen. 2005 und 2006 war sie dort Mitglied in einem Marken-Beschwerdesenat. In den Jahren 2007 mit 2009 war sie als wissenschaftliche Mitarbeiterin an den Bundesgerichtshof abgeordnet. 2010 war sie weiteres rechtskundiges Mitglied in einem Nichtigkeitssenat und war auch in der Gerichtsverwaltung tätig. Da am Bundespatentgericht mehrheitlich naturwissenschaftlich ausgebildete Richter arbeiten, werden die Juristen als „rechtskundige Mitglieder“ bezeichnet.
Anschließend wechselte sie zum Europäischen Patentamt. Ab 2011 war sie Mitglied der Juristischen Beschwerdekammer des EPA.

## Veröffentlichungen
- Richterliche Komplementarität in vivo (50 Jahre Richterverein beim Bundespatentgericht). In: Achim Bender, Klaus Schülke, Volker Winterfeldt: 50 Jahre Bundespatentgericht. Carl Heymanns Verlag, 2011, S. 1027–1034